# معركة كلاتش

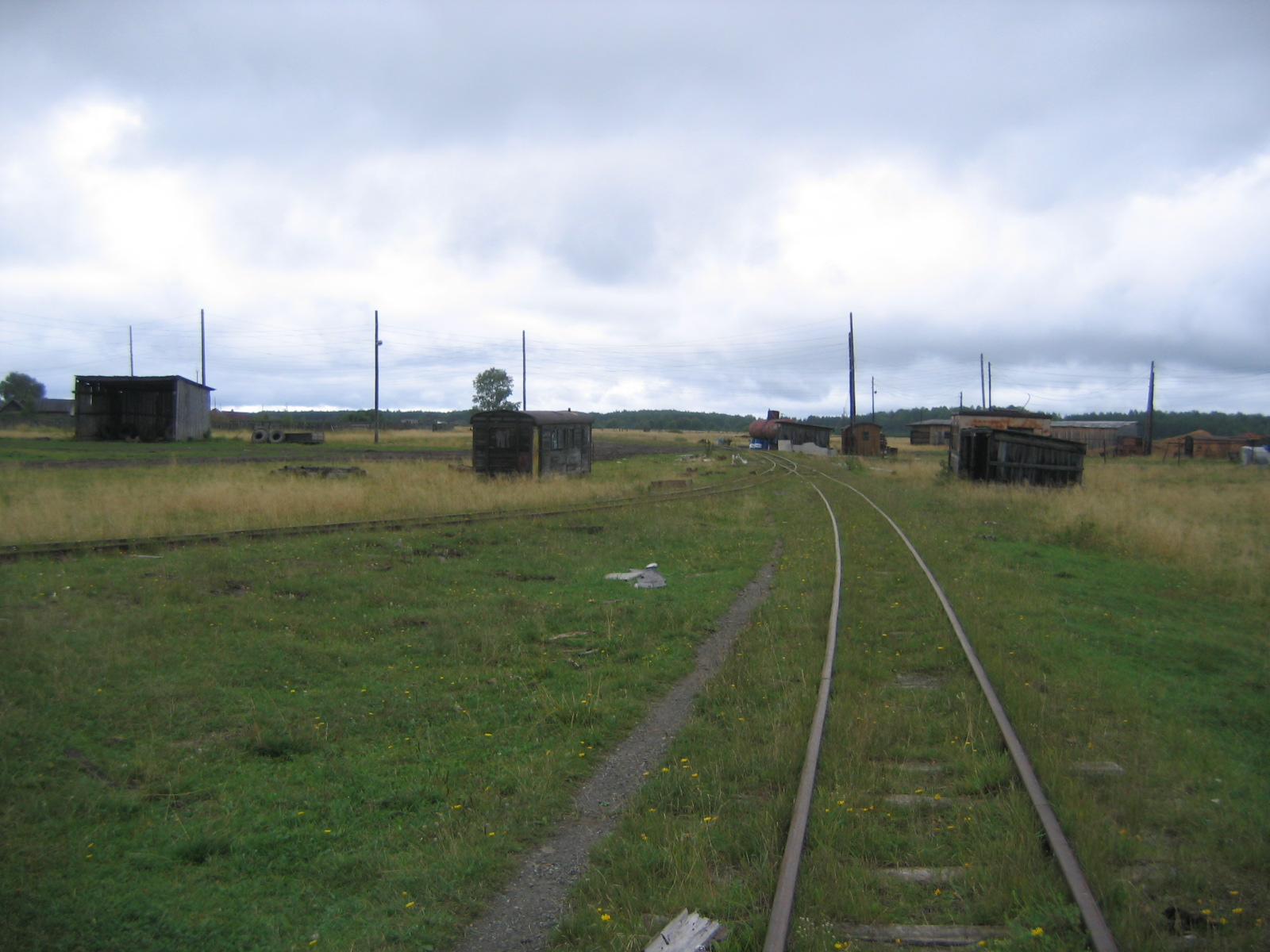
التضاريس بالقرب من كلاتش.

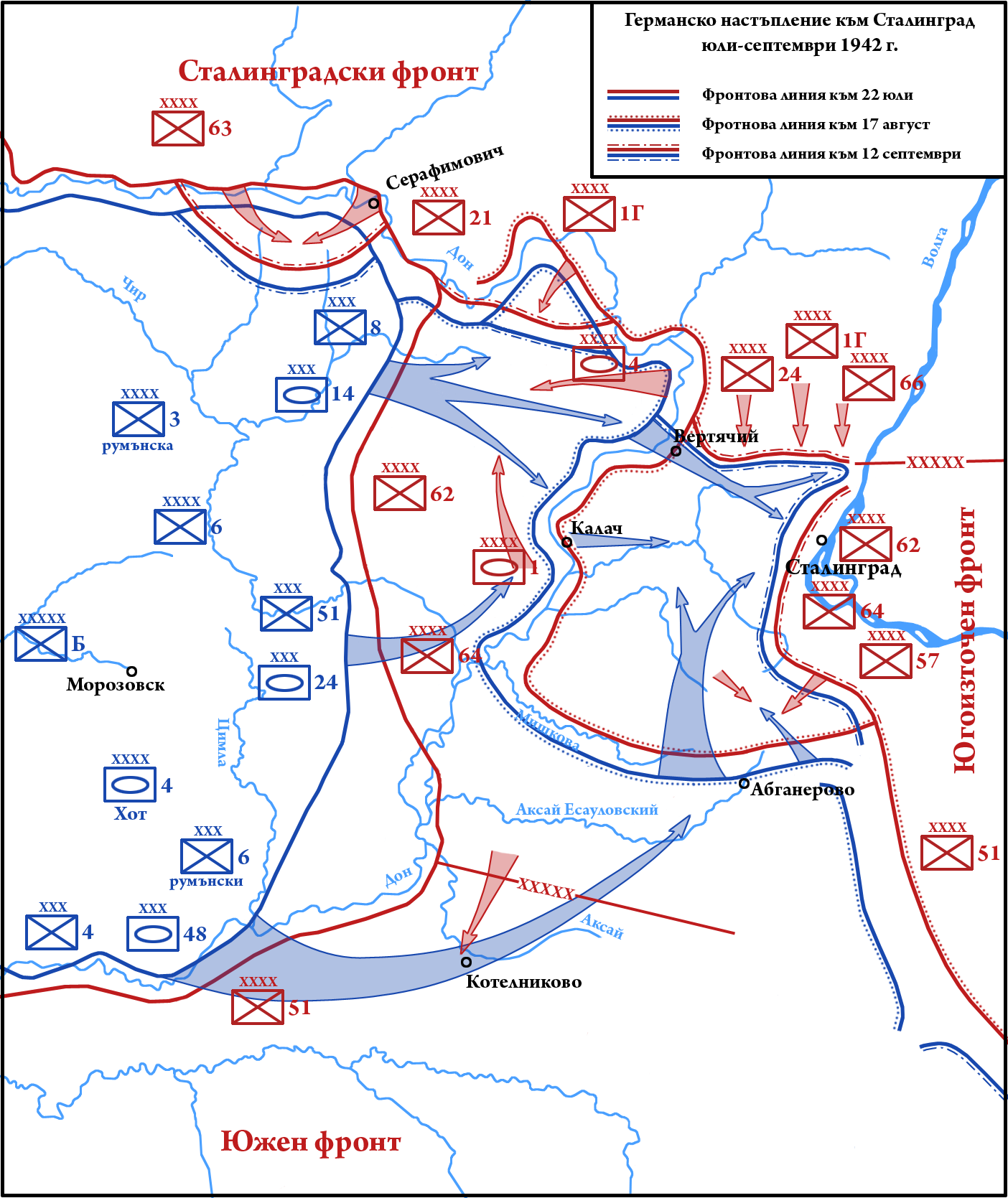
خريطة توضح الهجوم الألماني (الأزرق) في أغسطس 1942 الذي أحاط بالجيش الثاني والستين (الأحمر) السوفياتي في معركة كلاتش.

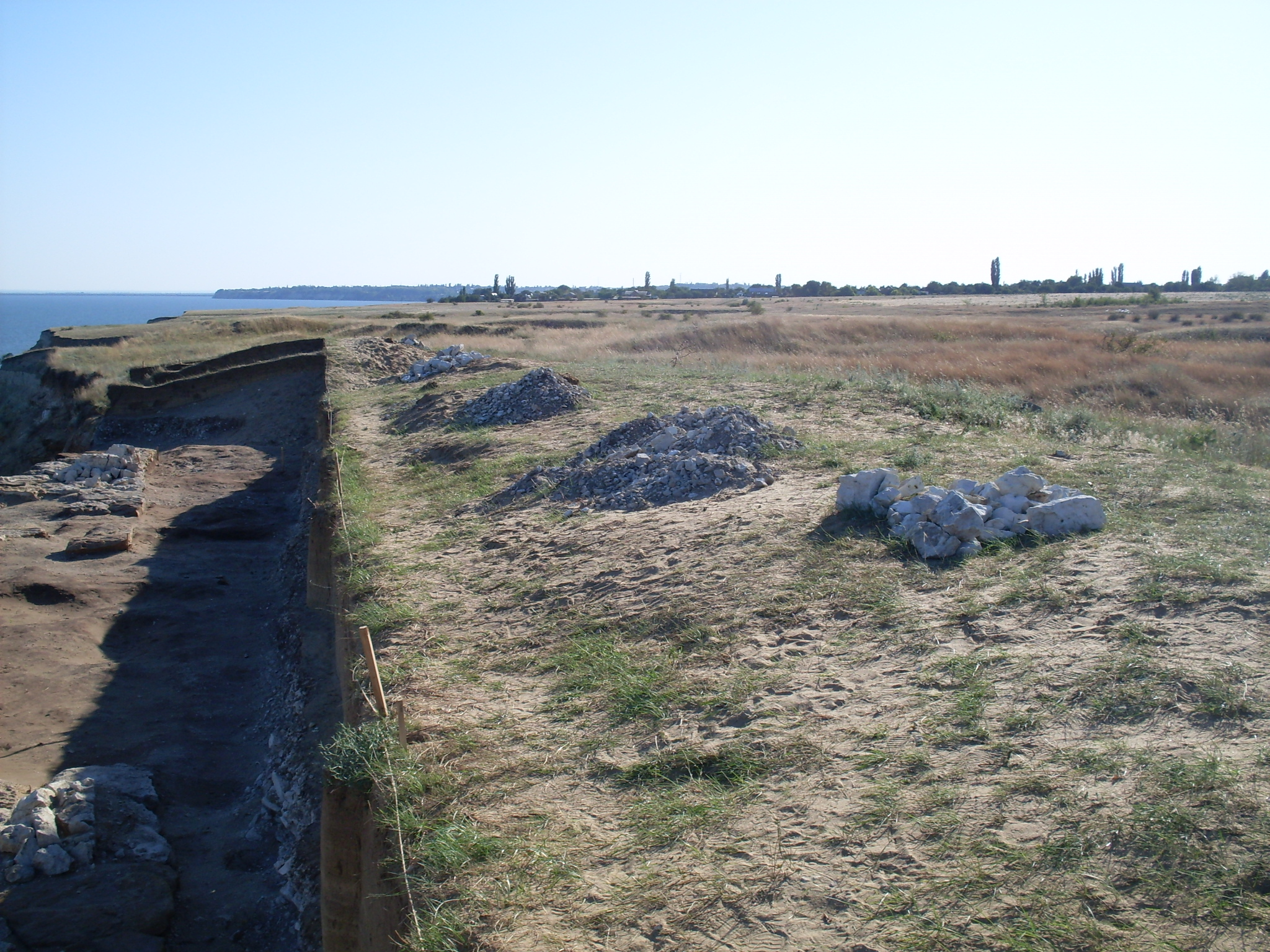
تضاريس بجوار نهر دون جنوب كلاتش.

معركة كلاتش وقعت بين الجيش الألماني السادس وعناصر من جبهة ستالينجراد السوفيتية بين 25 يوليو و 11 أغسطس 1942. نشر السوفييت الجيوش 62 و64 على جسر نهر دون غرب كلاتش ربقصد عرقلة التقدم الألماني في ستالينجراد. في الفترة الأولى من المعركة، هاجم الألمان وتمكنوا من تطويق جزء من الجيش 62. كرد فعل، شن السوفييت هجومًا مضادًا وأجبروا الألمان مؤقتًا على الدفاع. بعد إعادة إمداد القوات الألمانية، عكست الأدوار مرة أخرى وهاجم الألمان أجنحة رأس الجسر السوفيتي، مما أدى إلى انهيارها بنجاح. وضع النصر الألماني الجيش السادس لعبور نهر دون والتقدم فينحو ستالينجراد، التي أصبحت موقعًا لمعركة حاسمة في الحرب العالمية الثانية.

## التخطيط

### الأهداف التشغيلية
بعد احتلال شبه جزيرة القرم ومعركة خاركوف، شن الألمان هجومهم الصيفي لعام 1942 بهدف احتلال حوض دون، وستالينجراد، والقوقاز. تقدمو كجزء من مجموعة الجيشب، توجه الجيش السادس الألماني نحو بلدة كلاتش على نهر الدون كخطوة نحو الاستيلاء على ستالينجراد. كمدافعين، كان السوفييت يتفاعلون مع المبادرات الألمانية، لكنهم كانوا يعرفون أن ستالينجراد كان هدفًا ألمانيًا وكانوا مصممين على الدفاع عن المدينة إلى أقصى حد ممكن. لتحقيق هذا الهدف، بينما كان السوفيات ينسحبون بشكل عام قبل الهجوم الألماني،